# Luis Bordón
Luis Bordón (Guarambaré, 19 de agosto de 1926 - Asunción, 13 de abril de 2006) fue un músico y compositor paraguayo. Destacó por su interpretación del arpa paraguaya, ganando 8 discos de oro a lo largo de su carrera.

## Infancia y juventud
Luis Bordón nació en el Departamento Central y desde muy temprana edad se fanatizó con el arte de la interpretación musical, apoyado e impulsado por su padre.
Empezó con sus estudios del arpa paraguaya y al poco tiempo su virtuosismo hizo que lo ejecutara como pocos, imponiendo un estilo delicado y particular que era “imposible de ser imitado por nadie”, según comentarios de las personas que lo escucharon.
Desde 1950 y por varios años integró la Orquesta de Julián Rejala, conjunto folclórico paraguayo, con la cual realizó giras por todo el interior del país y luego por tierras del vecino país, Brasil, resaltando su participación en el grupo como el músico más aplaudido y solicitado en cada una de sus presentaciones.
Intérprete del arpa paraguaya, junto a sus colegas Félix Pérez Cardozo, Digno García, Albino Quiñónez, Cristino Báez Monges y otros, se radicó con su arte por mucho tiempo en el Brasil donde desarrolló la mayor parte de su carrera, siendo considerado en las décadas 70 y 80 como el artista de mayor suceso en presentaciones y ventas discográficas en todo el Brasil. En el vecino país grabó 34 discos, obtuvo 8 discos de oro, difundió las composiciones para arpa paraguaya y popularizó el instrumento ampliando el repertorio a todo tipo de música.
Sus composiciones han ganado popularidad y son difundidas constantemente, en varios puntos del globo. "Arpa India" era la denominación que recibía este instrumento (arpa) ejecutados por grandes intérpretes nacionales, pero con la llegada de Luis Bordón, quién logró sacarle otras sonoridades aplicando innovadoras técnicas, pasó a llamarse definitivamente “Arpa paraguaya”.
Luis Bordón fue un estilista incomparable del arpa paraguaya, y por eso mismo, hoy figura como uno de los mayores solistas en toda la historia de este instrumento a los oídos de quien lo escucha.

## Trayectoria artística
Consecutivamente se desligó del conjunto para perfeccionar aún más su técnica como solista.
Incursionó en el campo de las grabaciones discográficas en 1959, cuando produjo su primer trabajo en un disco de larga duración denominado “Arpa paraguaya en Hi Fi” (“Arpa paraguaya en alta fidelidad”), material que muy pronto se constituyó en un éxito internacional, logrando incluso que al instrumento, a partir de dicho disco, le cambiaran la denominación de arpa india a arpa paraguaya. El éxito fue tal que lo llevó a lanzar otros discos, sucesivamente, sumándose hasta hoy 32 volúmenes, sin contar los imnúmeros discos grabados en 8 y 45 rotaciones.
A lo largo de su carrera desarrollada en Brasil grabó alrededor de 34 discos de larga duración, las cuales tuvieron difusión y alcance mundial y los amantes del arpa paraguaya han incluido en sus colecciones particulares como material de alto valor artístico.
Su actividad como compositor e intérprete del arpa paraguaya siguió hasta sus últimos días y grabó 14 discos más, en formato CD, con obras importantes que son partes de la historia de la música paraguaya, en especial las compuestas para este peculiar instrumento, tan caro a los afectos y gustos de todos los paraguayos.
El éxito alcanzado con sus trabajos discográficos le ha hecho acreedor de varios premios, como los ocho discos de oro que engalanan los anaqueles del hogar de este ciudadano paraguayo, cuyas interpretaciones, a lo largo de su extensa carrera, han recorrido varias veces el mundo, llevando el mensaje fraterno de belleza y armonía, mensaje de paraguayidad en conjunción con la música universal.

## Premios
Las siguientes condecoraciones reflejan su trayectoria artística:
- Ministerio de Obras Públicas y Comunicaciones de Paraguay.
- Sesquicentenario de la Policía Militar de Sâo Paulo, Brasil.
- Llave de oro de la ciudad de Texas, Estados Unidos.
- Y medalla “Semper Altimo”, del Ejército Norteamericano de Fort Hood.

Obtuvo 18 trofeos artísticos en todo el Brasil y Estados Unidos además de ser distinguido con el grado de "Comendador" por la Gobernación del estado de São Paulo, por haber cumplido con numerosos programas de carácter cultural.
En el 2001 la UNESCO le concede la medalla Orbis Guaraniticus, acuñada en la casa Monage de París, especialmente diseñada para las personalidades de arte y la cultura, además de muchos otros premios. 
Sus discos fueron lanzados en actos especiales realizados en Brasil, Estados Unidos, Francia, España, Portugal, Países Bajos, Japón, Venezuela, Argentina, México, Colombia, y otros países.
Estuvo radicado por tres años en los Estados Unidos, con una visa especial otorgada por el gobierno de aquel país a quienes demostró un talento extraordinario en el campo donde se desenvolvió; fue invitado especial de una famosa compañía aérea japonesa para realizar presentaciones en la tierra del sol naciente, y en los Países Bajos fue convocado especialmente para interpretar su arpa paraguaya en la inauguración de un canal de televisión.

## En Paraguay
Volvió a su tierra y siguió dedicándose a la carrera que tanto le apasionaba: la composición e interpretación del arpa paraguaya. Formó un dúo muy aplaudido con su hijo Luis Bordón Junior, quien le acompañaba con la guitarra, complemento ideal del arpa para las ejecuciones del repertorio tanto nativo como internacional. 
Luís Bordón se ganó un lugar preponderante en la historia de la música paraguaya, por la calidad de sus composiciones y por la calidez de humano excepcional, eminente intérprete del arpa paraguaya.

## Obras
Entre sus composiciones más difundidas figuran:
- Despertar nativo.
- Caballito andador.
- Canto de pajarito.
- Danza seductora.
- Lamento indio.
- Arpa paraguaya.
- La voz del viento.
- Leny.
- Sonrisa hechicera.
- La fiesta de la selva.
- Anivena upeicha Yoly.
- El diálogo del guyraû con el caballo, varias de ellas con Oscar Safuán.

Por mencionar apenas algunos de los LP que dieron a Luis Bordón 8 (ocho) discos de oro:
- Arpa Paraguaya en Hi-Fi
- Recordando carnavales (02 volúmenes)
- Sucesos sanjuaninos
- El arpa paraguaya y la cristiandad
- Bordón tropical
- Tango para ti
- Luis Bordón y su arpa paraguaya
- Noches del Paraguay
- Paraguay 80

## Últimos Días
En el mes de febrero recibió un homenaje, y en dicho momento expresó aún su deseo de realizar un gran concierto de arpa. Su deseo fue truncado pero el sonido inconfundible de su arpa seguirá sonando en todo el mundo.
Falleció en el año 2006 a la edad de 80 años.